# Daniela Komatović
Daniela Komatović (* 18. ledna 1976 Praha) je česká designérka šperků, grafická designérka, malířka, fotografka a vnučka slovenského důstojníka a protifašistického bojovníka Viliama Martina. V roce 2017 získala jako první česká designérka Zlaté ocenění v mezinárodní soutěži A’ Design Award and Competition v Miláně. V roce 2021 získala v Srbsku ocenění Umělkyně roku 2021.

## Život a kariéra
Daniela Komatović se narodila v Praze, kde vystudovala Vyšší odbornou školu uměleckoprůmyslovou a Střední uměleckoprůmyslovou školu, obor Propagační grafika. Jako grafická designérka pracovala pro firmy Clinique, Esteé Lauder, Nestlé, Harper’s Bazaar, Vienna International Hotels a řadu českých firem. Vytvořila vizuální identitu značek YU Diamond Center, SRJ Europe a Diamond Spot, logo a sérii plakátů pro Základní uměleckou školu Litoměřice. V roce 2002 vydala s manželem v nakladatelství Grada knihu Balkánská kuchyně. V roce 2017 získala za prsten-přívěsek Amulet Eye z kolekce šperků Eye To The Soul zlaté ocenění v mezinárodní soutěži A’ Design Award and Competition v kategorii Šperky, brýle a hodinky. Daniela Komatović je od roku 2018 tváří privátního bankovnictví Friedrich Wilhelm Raiffesen české Raiffeisenbank. V roce 2021 získala v Srbsku ocenění Umělkyně roku 2021. V současnosti se Daniela Komatović věnuje navrhování geometrických zlatých šperků s drahými kameny, produktové fotografii šperků, grafickému designu, webdesignu, olejomalbě realistických obrazů se sociální tematikou a kresbě.

## Rodina
Daniela Komatović žije v Praze a Bělehradě. Manžel pracuje jako gemolog, má s ním dvě děti.

## Výstavy šperků
- Veče mode stila i glamura, hotel Tonanti, Vrnjačka Banja. Srbsko, září 2021.[14]
- International Design / Exhibition, Museo del Design, Como. Itálie, listopad 2020.
- Inhorgenta January 2020, Mezinárodní veletrh šperků, hodinek, designu, drahokamů a technologie. Mnichov, leden 2020.[15]
- Vicenzaoro 2019, Vicenzaoro International Community Event. Vicenza, září 2019[16].
- New Nordic Jewellery and Watch Show Copenhagen. Kodaň, srpen 2019.[17]
- Technické Muzeum v Brně, Karátové Duše – Mezinárodní výstava šperků a historie zlatnického řemesla[18][19]. Brno, květen – červenec 2019.
- Hong Kong Jewellery & Gem Fair. Hongkong, červen 2019.[20]
- Inhorgenta January 2019, Mezinárodní veletrh šperků, hodinek, designu, drahokamů a technologie. Mnichov, leden 2019.[21]
- Prague Design Week – Mezinárodní designérská prohlídka. Praha, květen 2018[22].
- A'Design Awards Winners' Exhibition, MOOD Museum Of Design, Como. Itálie, červen 2017[23].
- Belgrade Fashion Week. Bělehrad, duben 2016[24].
- Diamond Spot Belgrade, klenotnictví. Bělehrad, 2016[25].
- Belgrade Fashion Week. Bělehrad, říjen 2016.
- Belgrade Fashion Week. Bělehrad, říjen 2015[26].
- Diamond Spot Belgrade, klenotnictví. Bělehrad, duben 2015.

## Ocenění
V roce 2017 získala jako první česká designérka zlaté ocenění v mezinárodní soutěži A’ Design Award and Competition v Miláně. V roce 2021 získala v Srbsku ocenění Umělkyně roku 2021.

## Charitativní činnost
Daniela Komatović v roce 2019 a 2020 navrhla a ušila večerní róby pro panenky Barbie, které věnovala do charitativní aukce projektu Helping Dolls pro podporu Klokánku v Praze. V roce 2019 podpořila darem prstenu Amulet Eye dobročinnou aukci Nadace Via. V roce 2021 věnovala do charitativní aukce organizace Rodina v klidu náušnice se safíry z kolekce Eye To The Soul.